# アン・メイラ
アン・メイラ（Anne Meara, 1929年9月20日 - 2015年5月23日）は、アメリカ合衆国出身の女優である。ジェリー・スティラーの妻で、ベン・スティラーの母。
夫とのコンビで『スティラー&メイラ』というコメディショーへ出演して人気を博した。1986年には『The Stiller and Meara Show』というシットコムも製作された。

## 出演作品

### テレビドラマ
- アルフ（1986年-1990年） - ドロシー・ハリガン・ディーヴァー

### 映画
- ふたりの誓い（1970年） - ウィルマ
- ブラジルから来た少年（1978年） - カリー夫人
- マイリトルガール きらめきの夏（1986年）
- レナードの朝（1990年） - ミリアム
- 愛と憎しみの法廷（2001年） - エヴリン
- ナイト ミュージアム（2006年） - デビー
- プレーンズ2/ファイアー&レスキュー（2014年） - ウィニー（声の出演）